# Ruggero Luigi Emidio Antici Mattei
Ruggero Luigi Emidio Antici Mattei (né le 23 mars 1811 à Recanati dans les Marches, et mort le 21 avril 1883 à Rome) est un cardinal italien du XIXe siècle. Il est de la famille du cardinal Girolamo Mattei.

## Biographie
Antici Mattei exerce des fonctions au sein de la Curie romaine, notamment comme secrétaire du Collège des cardinaux et auprès de la Congrégation du Concile. Il est élu patriarche latin de Constantinople en 1866 et est nommé auditeur général de la chambre apostolique. Le pape Pie IX le crée cardinal in pectore lors du consistoire du 5 mars 1875. Sa création est publiée le 17 septembre 1875. Mattei participe conclave de 1878, lors duquel Léon XIII est élu pape.